# Isaac Humberto Sevi
Isaac Humberto Sevi (Paso de los Libres, 6 de agosto de 1956-Posadas, 27 de febrero de 2020) fue un político  y escritor argentino.

## Biografía
Vivió en Apóstoles, Misiones, desde 1958. Asistió a la Universidad Nacional de Misiones, donde cursó el Profesorado de Historia. Desde el año 1988 hasta su fallecimiento en 2020, Sevi desempeñó funciones en varios cargos públicos provinciales y fue uno de los fundadores del Partido de la Concordia Social.
Además de su actividad política, fue conductor radial, periodista y escritor.

## Actividad política
En 1988, inició su función pública como funcionario del Ministerio de Educación y tres años después, fue asesor de prensa del entonces vicegobernador de Misiones: Miguel Ángel Alterach.
En 1996, fue designado Director de Cultura de la ciudad de Posadas. En esta gestión recupero la realización del Festival Nacional de la Música del Litoral en el Anfiteatro Manuel Antonio Ramírez  de la ciudad de Posadas. 
Realizó el Paseo Bosetti, recupero la vieja Estación del Ferrocarril y la histórica Terminal de colectivos de Posadas, donde proyectan y ejecutan el Paseo Cultural "La Terminal". 
En 2000,  fue designado Ministro Secretario de Cultura  provincial, cargo que desempeñó durante la gestión de gobierno de Carlos Eduardo Rovira, hasta el año 2007. Las acciones de relevancia realizadas en este cargo, fueron:
1. la elección de la canción oficial de Misiones "Misionerita", a través de un concurso, cuyo jurado estaba integrado por personalidades de distintas instituciones culturales de Misiones.[cita requerida]
2. Realización del Programa de actividades "Cultura en Movimiento", que apuntó a la descentralización de la administración cultural, a partir del Consejo Provincial de Cultura.[cita requerida]

Al año siguiente asumió como Director de LT17 Radio de la Provincia de Misiones.
En diciembre de 2017, fue electo a la Cámara de Representantes de la Provincia de Misiones.[cita requerida]

### Televisivos y Radiofónicos

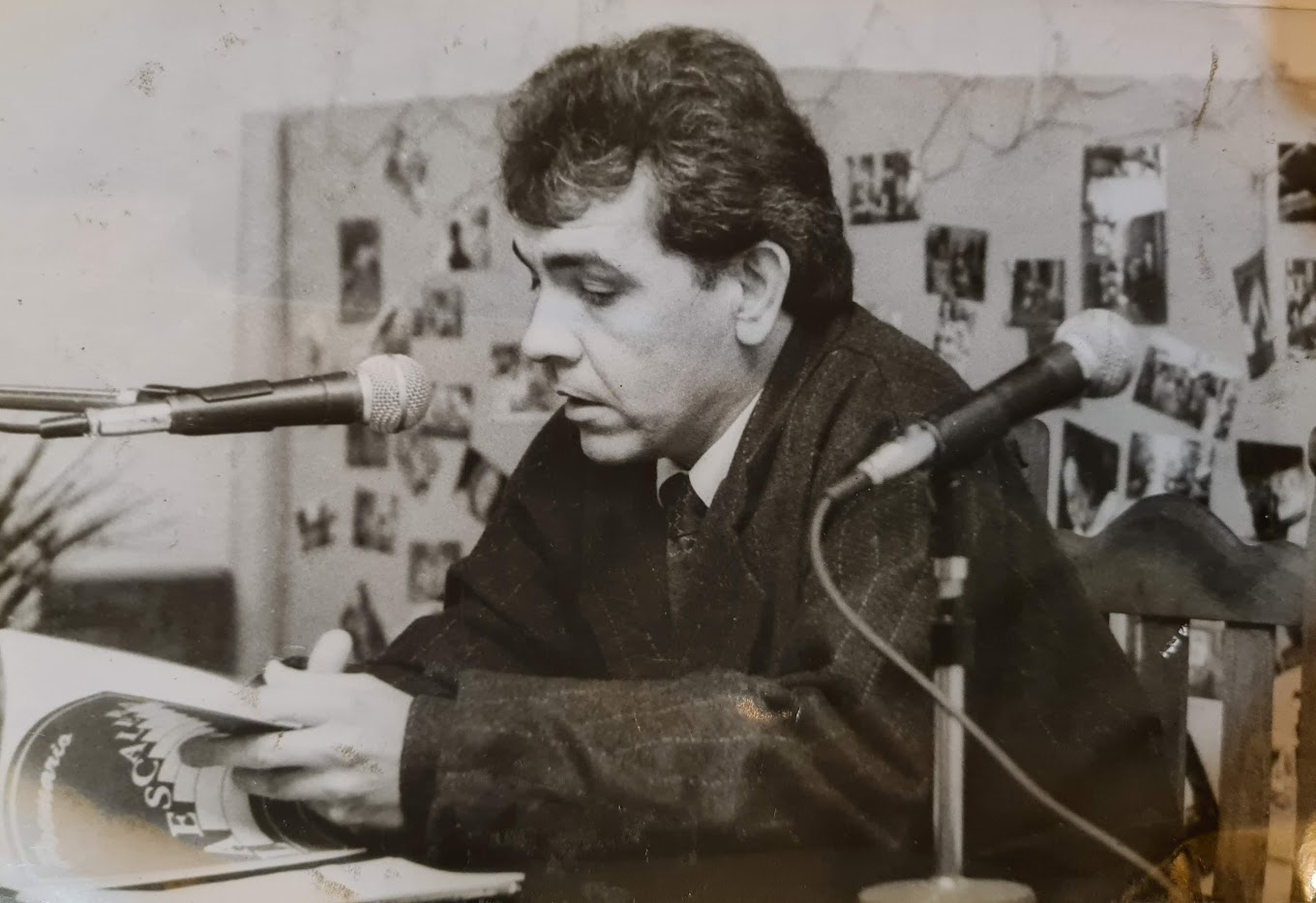
Isaac leyendo sus poemas en la radio.

- Cultura en Movimiento TV
- El Patio de Provincia TV
- Mundo Redondo TV
- De Hacha y Tiza Radial
- Mundo Redondo Radial

## Libros
- Luces de ciudad (1988)[4]
- La escalera (1992)
- Pasajeros (1993)
- Cuaderno de pasiones (1995)
- Confidencias de fin de siglo
- Confidencias de principio de siglo
- Estación de lucha (2003)
- Triángulo (2013)
- Ser misionero (2017)

En el capítulo Misiones en Letras de su libro "Triángulo" publica letras de canciones de su autoría, entre ellas "Che" Alma Misionera (2001) con el músico de Antonio Tarragó Ros, Entraña Misionera (1997) con el músico Ramón Ayala 
Galopa y piel (2004) y Letras Tardías (2005) con el músico Jorge Fiorio, Festival del Litoral (1996) con el músico Pedro Favini "Trio San Javier", Antorchas Permanentes (1999) con el músico Daniel Stefani, Duendes del recuerdo (1998) con el músico Ramón Rolón. 

## Distinciones
- Programa Cultura en Movimiento TV (Premio Urunday).
- Distinción del municipio de Campo Grande, Misiones por su trabajo cultural (Premio Arco Iris del Acaraguá, 2017).
- Distinción de municipio de Posadas, Misiones por trayectoria y baluarte de recuperación del Festival Nacional de la Música del Litoral.
- Certificado de reconocimiento a su compromiso militante por la cultura misionera y de la región, por recuperar el Festival Nacional de la Música del Litoral y el Mercosur, entregada a su familia en la 52.ª edición del Festival Nacional de la Música del Litoral 14° del Mercosur.[7]
- Reconocimiento a su militancia por los derechos humanos en relanzamiento del libro La vida entre paréntesis: Crónica de un militante, escrito por Numy Silva, que tiene como  protagonista a Ricardo Adolfo Escobar, la distinción fue recibida por su viuda el 23 de marzo de 2023 en Casa Flora de la Ciudad de Posadas, Misiones.

## Homenajes
- Año 2020: el Certamen Literario en homenaje a Issac "Negro" Sevi organizado por la Agrupación Andresito y la Dirección de Cultura de la Municipalidad de Apóstoles.[8]
- Año 2020-2021-2022: la Gira Poético-Literaria Poesías y Cuentos viajó a las escuelas en homenaje a Isaac Sevi, coordinado por Tatiana Cabaña; esta fue acompañada por varios artistas, entre ellos el escritor Esteban Abad, el escritor Aníbal Silvero, y el músico Ezequiel Lakousky, entre otros.[9]
- Año 2021: XXXIII Encuentro Internacional de Escritores y Artistas en Homenaje a Isaac Sevi, organizado por Tatiana Cabaña en conjunto con la Sociedad Argentina de Escritores, filial Misiones, y el Consejo Internacional Todas las Sangres, encuentro en el cual colaboraron varios organismos públicos de la Provincia de Misiones.[10]